# Nazwij to snem
Nazwij to snem (ang. Ratcatcher) – brytyjsko-francuski dramat obyczajowy z 1999 roku w reżyserii Lynne Ramsay. Opowieść o dwunastoletnim chłopcu, który niechcący powoduje śmierć swego kolegi. Nie wspominając o tym nikomu, musi zmierzyć się z przeciwnościami losu i swoją pamięcią.
Obraz miał swoją światową premierę w sekcji "Un Certain Regard" na 52. MFF w Cannes. Na ekrany polskich kin wszedł 12 maja 2000.